# Elecciones parlamentarias de Bulgaria de 1957
Las elecciones parlamentarias de Bulgaria fueron realizadas el 22 de diciembre de 1957. Se presentó a los votantes una lista única del Frente de la Patria, dominado por el Partido Comunista Búlgaro..  Según las cifras oficiales, casi participaron 5.2 millones de personas en el sufragio, de los cuales solo 2076 personas votaron en contra de la lista, mientras que otros 325 personas votaron blanco o nulo.  Se reportó que la participación electoral fue de un 99,8 %.

## Resultados
| Partido                 | Votos     | %     | Escaños | +/- |
| ----------------------- | --------- | ----- | ------- | --- |
| Frente de la Patria     | 5.204.027 | 99.99 | 247     | -2  |
| En contra               | 2076      | 0.01  | –       | –   |
| Votos en blanco/nulos   | 325       |       | –       | –   |
| Total                   | 5.206.428 | 100   | 247     | -2  |
| Fuente: Nohlen & Stöver |           |       |         |     |